# Aspidimorpha zambiana
Aspidimorpha zambiana es una especie de coleóptero de la familia Chrysomelidae. Fue descrita en 2006 por Borowiec.
Se encuentra en Zambia.